# Cmentarz wojenny nr 219 – Błażkowa
Cmentarz wojenny nr 219 w Błażkowej – cmentarz wojenny z I wojny światowej, należący do grupy zachodniogalicyjskich cmentarzy wojennych. Jedno z miejsc pochówku poległych podczas walk pod Brzostkiem z 7 maja 1915 r.
Jest niewielki, rozplanowany na kwadracie o powierzchni nieco ponad 1 a, otoczony drewnianym ogrodzeniem, z krzyżem na betonowym cokole w części centralnej. Pochowano tu łącznie 36 żołnierzy austro-węgierskich i rosyjskich, w 20 mogiłach.

## Historia
Okoliczne cmentarze wojenne były tworzone w latach 1916–1917 dla poległych w czasie I wojny światowej żołnierzy. Budował je Oddział Grobów Wojennych w Krakowie, do prac zatrudniano jeńców wojennych, których nadzorowało wojsko austriackie. Błażkowa znajdowała się w V Okręgu „Pilzno”, obejmującym cały powiat pilzneński. Kierownictwo artystyczne powierzono tu Gustavowi Rossmannowi.
W dwudziestoleciu międzywojennym cmentarzami opiekował się Referat Grobownictwa Wojskowego Okręgowej Dyrekcji Robót Publicznych w Krakowie. Po II wojnie światowej większość z nich, pozbawiona opieki, stopniowo popadła w ruinę, dewastowana przez ludność, której niemieckie napisy kojarzyły się z okupacją hitlerowską. Ten los spotkał także cmentarz nr 219. W latach 90. XX w. znajdował się on w bardzo złym stanie – był pozbawiony ogrodzenia, a większość krzyży i tabliczek nagrobnych była zniszczona.
Z oryginalnego urządzenia zachowały się jedynie pojedyncze elementy, głównie części ogrodzenia. Cmentarz został kompleksowo odrestaurowany w 2001 r. Oczyszczono teren, odtworzono ogrodzenie i pomnik główny w formie krzyża, a także odnowiono zachowane nagrobki i uzupełniono brakujące. Posługiwano się przy tym dokumentacją wykonaną przez Jerzego J. Drogomira. Według Brocha i Hauptmanna pierwotnie miało tu być 36 mogił.
Obecnie cmentarzem nr 219 zarządza Gmina Brzyska. Opieką patronacką objął go Zespół Szkolno-Przedszkolny w Błażkowej.

## Pochowani
Pochowano tu 36 żołnierzy austro-węgierskich i rosyjskich, z czego 30 zidentyfikowano. Polegli oni w grudniu 1914 roku oraz w czasie ofensywy majowej 1915 r., w tym podczas walk pod Brzostkiem.
| Armia            | Stopień wojskowy                       | Imię                                   | Nazwisko                               | Jednostka                              | Data śmierci                           |
| ---------------- | -------------------------------------- | -------------------------------------- | -------------------------------------- | -------------------------------------- | -------------------------------------- |
| austro-węgierska | Lst. Ptrf.                             | Stefan                                 | Baara                                  | F.J.B. 2                               | 9.05.1915                              |
| austro-węgierska | Jg.                                    | Josef                                  | Bechynč                                | F.J.B. 2                               | 7.05.1915                              |
| austro-węgierska | Ob. Jg.                                | Josef Filip                            | Cetrtic                                | F.J.B. 20                              | 19.12.1914                             |
| austro-węgierska | Jg.                                    | Ottokar                                | Cintl                                  | F.J.B. 2                               | 10.05.1915                             |
| austro-węgierska | Inf.                                   | Franz                                  | Čižek                                  | I.R. 21                                | 10.05.1915                             |
| austro-węgierska | Ob. Jg.                                | Johann                                 | Črnigoj                                | F.J.B. 20                              | 19.12.1914                             |
| austro-węgierska |                                        | Josef                                  | Falta                                  | F.J.B. 2                               | 7.05.1915                              |
| austro-węgierska | Jg.                                    | Karl                                   | Ferkl                                  | F.J.B. 12                              | 8.05.1915                              |
| austro-węgierska | Inf.                                   | Franz                                  | Filipi                                 | I.R. 98                                | 11.05.1915                             |
| austro-węgierska | Jg.                                    | Andreas                                | Gabřsček                               | F.J.B. 20                              | 19.12.1914                             |
| austro-węgierska | Jg.                                    | Franz                                  | Herniš                                 | F.J.B. 2                               | 9.05.1915                              |
| austro-węgierska | Jg.                                    | Alois                                  | Hink                                   | F.J.B. 2                               | 7.05.1915                              |
| austro-węgierska | Inf.                                   | Adolf                                  | Hlavaček                               | I. R. 36                               | 9.05.1915                              |
| austro-węgierska | Jg.                                    | Josef                                  | Jernejčič                              | F.J.B. 20 lub 2                        | 19.12.1914                             |
| austro-węgierska | Jg.                                    | Josef                                  | Jesina                                 | F.J.B. 2                               | 10.05.1915                             |
| austro-węgierska |                                        | Konstantin                             | Kaleta                                 | F.J.B. 2                               | 7.05.1915                              |
| austro-węgierska | Ltn.                                   | Heinrich                               | Kaukol                                 | L.I.R. 37                              | 19.12.1914                             |
| austro-węgierska | Jg.                                    | Johann                                 | Krageh                                 | F.J.B. 20                              | 21.12.1914                             |
| austro-węgierska |                                        | Eduard                                 | Lorenc                                 | I.R. 98                                | 8.05.1915                              |
| austro-węgierska |                                        | Franz                                  | Maloch                                 | I.R. 98                                | 9.05.1915                              |
| austro-węgierska |                                        | Johann                                 | Pirc                                   | F.J.B. 20                              | 20.12.1914                             |
| austro-węgierska | Inf.                                   | Franz                                  | Popelka                                | I.R. 98                                | 8.05.1915                              |
| austro-węgierska | Jg.                                    | Jakob                                  | Sablattnig                             | F.J.B. 1                               | 19.12.1914                             |
| austro-węgierska | Jg.                                    | Marius                                 | Saksida                                | F.J.B. 20                              | 20.12.1914                             |
| austro-węgierska | Jg.                                    | Jakob                                  | Smolej                                 | F.J.B. 20                              | 18.12.1914                             |
| austro-węgierska | Ltn.                                   | Karl Wenzel                            | Svoboda                                | Sch.R. 3                               | 21.12.1914                             |
| austro-węgierska | Jg.                                    | Martin                                 | Vesolak                                | F.J.B. 20                              | 18.12.1914                             |
| austro-węgierska | Jg.                                    | Johann                                 | Zefrin                                 | F.J.B. 20                              | 19.12.1914                             |
| rosyjska         | Inf.                                   |                                        | Bartnik                                | I.R. 152                               | 19.12.1914                             |
| rosyjska         | Inf.                                   |                                        | Mojsewicz                              | I.R. 124                               | 19.12.1914                             |
| rosyjska?        | sześciu niezidentyfikowanych żołnierzy | sześciu niezidentyfikowanych żołnierzy | sześciu niezidentyfikowanych żołnierzy | sześciu niezidentyfikowanych żołnierzy | sześciu niezidentyfikowanych żołnierzy |

## Opis
Cmentarz zlokalizowany jest we wsi Błażkowa. Jest usytuowany ok. 300 m na północ od głównej drogi biegnącej przez miejscowość, prowadzi do niego niewielka droga, na którą skręt znajduje się przy budynku szkoły.
Cmentarz ma powierzchnię ok. 1,2 a. Został rozplanowany na rzucie kwadratu i ograniczony drewnianym ogrodzeniem na betonowych słupkach. Główny akcent stanowi wkomponowany w centralną część ogrodzenia wysoki drewniany krzyż na betonowym cokole, z tablicą inskrypcyjną, której napis w języku niemieckim głosi: „VERWEILET! VIELLEICHT IST AINER / UNTER UNS, DER EUCH LIEB WAR!”. W języku polskim: „ZATRZYMAJCIE SIĘ TU NA CHWILĘ, / MOŻE WŚRÓD NAS JEST TEN, KTÓREGO KOCHALIŚCIE!”.
36 żołnierzy pochowano w 20 ziemnych mogiłach. Nagrobki mają formę betonowych steli z owalnymi, metalowymi, emaliowanymi tabliczkami nagrobnymi. Wszystkie są zwieńczone żeliwnymi krzyżami projektu Ludwiga; usytuowane po prawej stronie sześć grobów rosyjskich – krzyżami „prawosławnymi”, o podwójnych ramionach. Z wyjątkiem dwóch mogił oficerskich położnych symetrycznie przed głównym pomnikiem, groby zostały rozmieszczone w trzech rzędach.
Cmentarz powstał wg projektu Gustava Rossmanna.

## Galeria

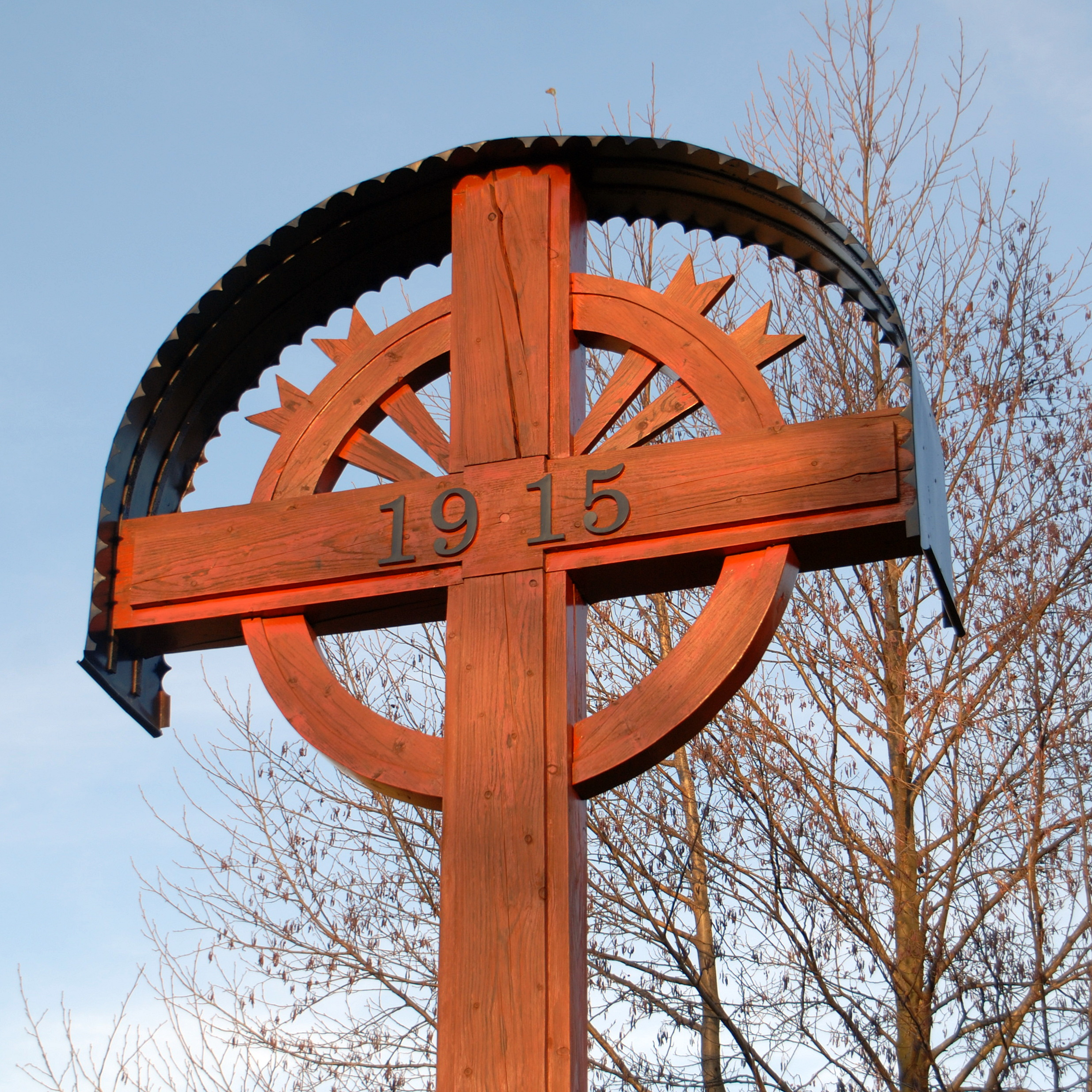
Pomnik centralny
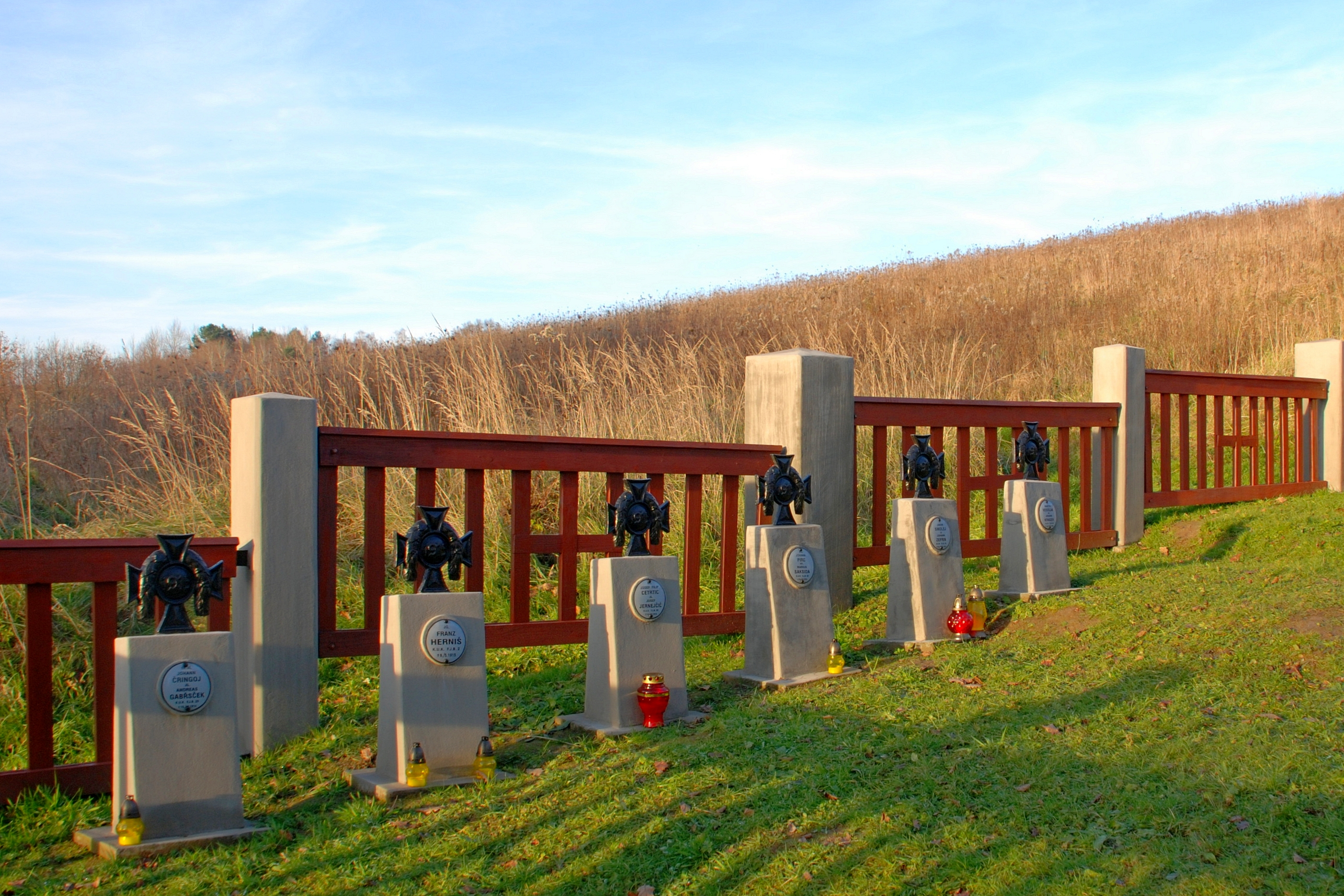
Stele austro-węgierskie
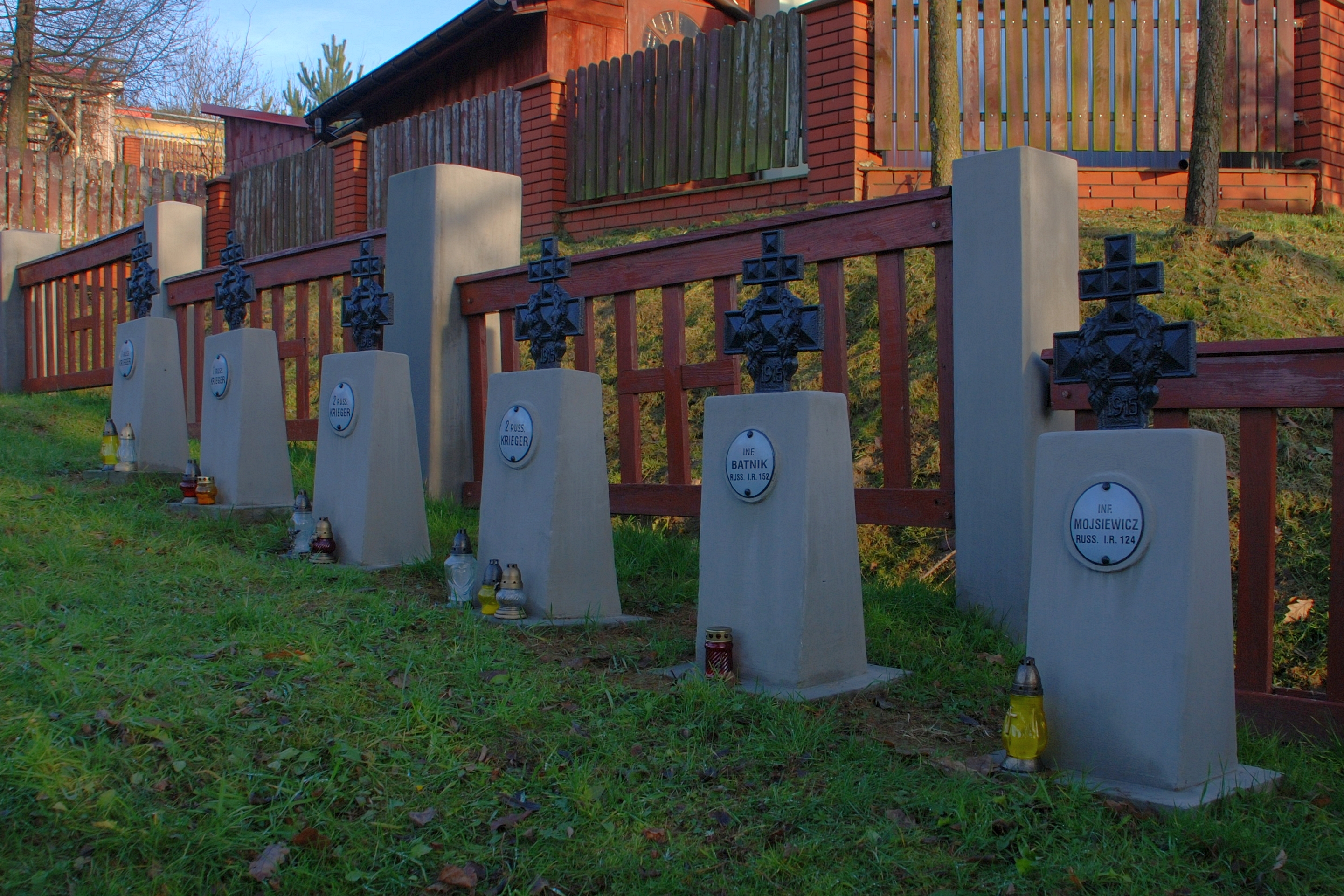
Stele rosyjskie